# 立方水母目
立方水母目（学名：Chirodropida），也称箱形水母目，为立方水母纲的一个目。

## 下级分类
本目包括以下科：
- 箱形水母科 Chirodropidae Haeckel, 1880
- Chiropsalmidae Thiel, 1936
- Chiropsellidae Toshino, Miyake & Shibata, 2015